# Vliekerbos

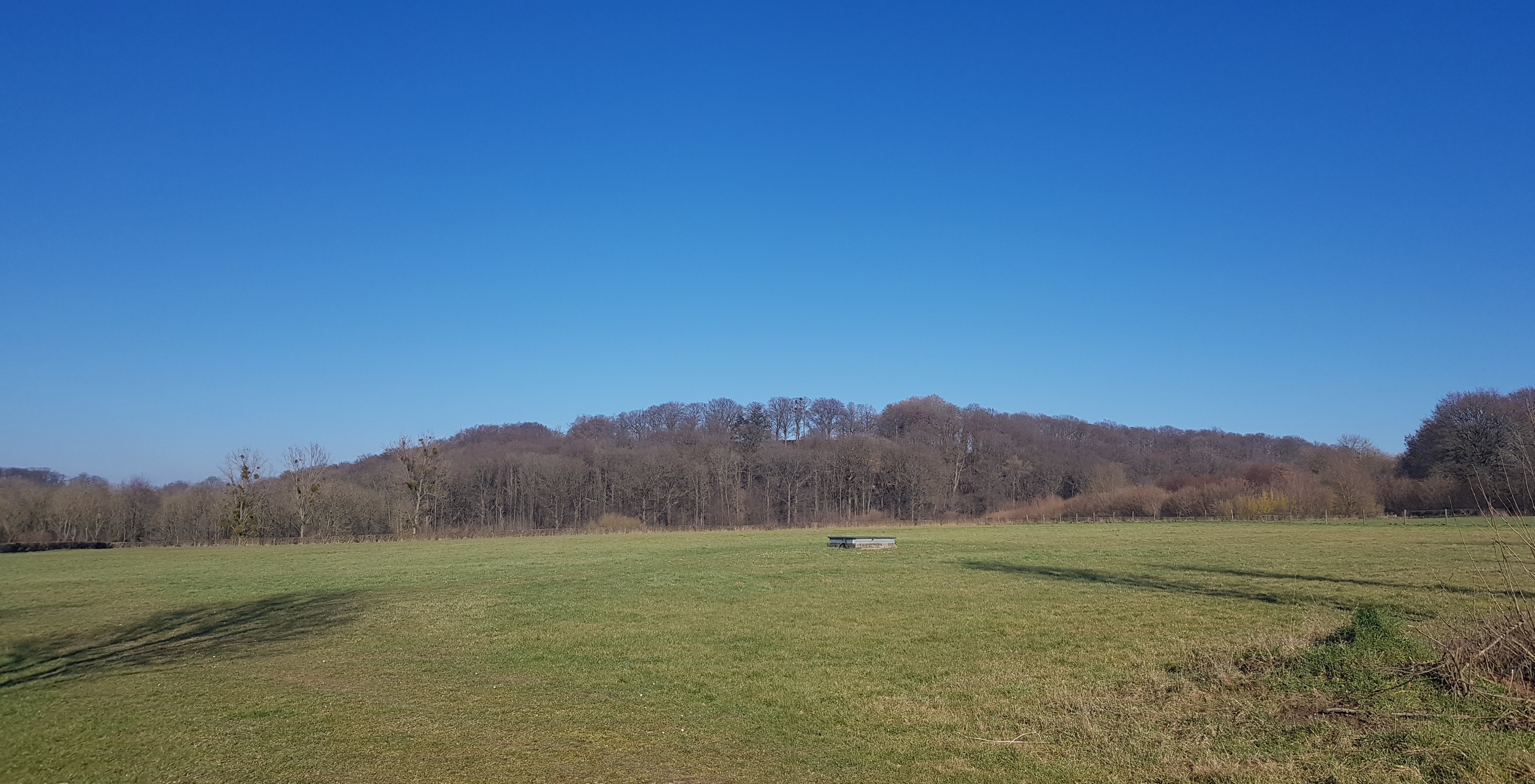
Zicht op het Vliekerbos vanuit het zuidwesten

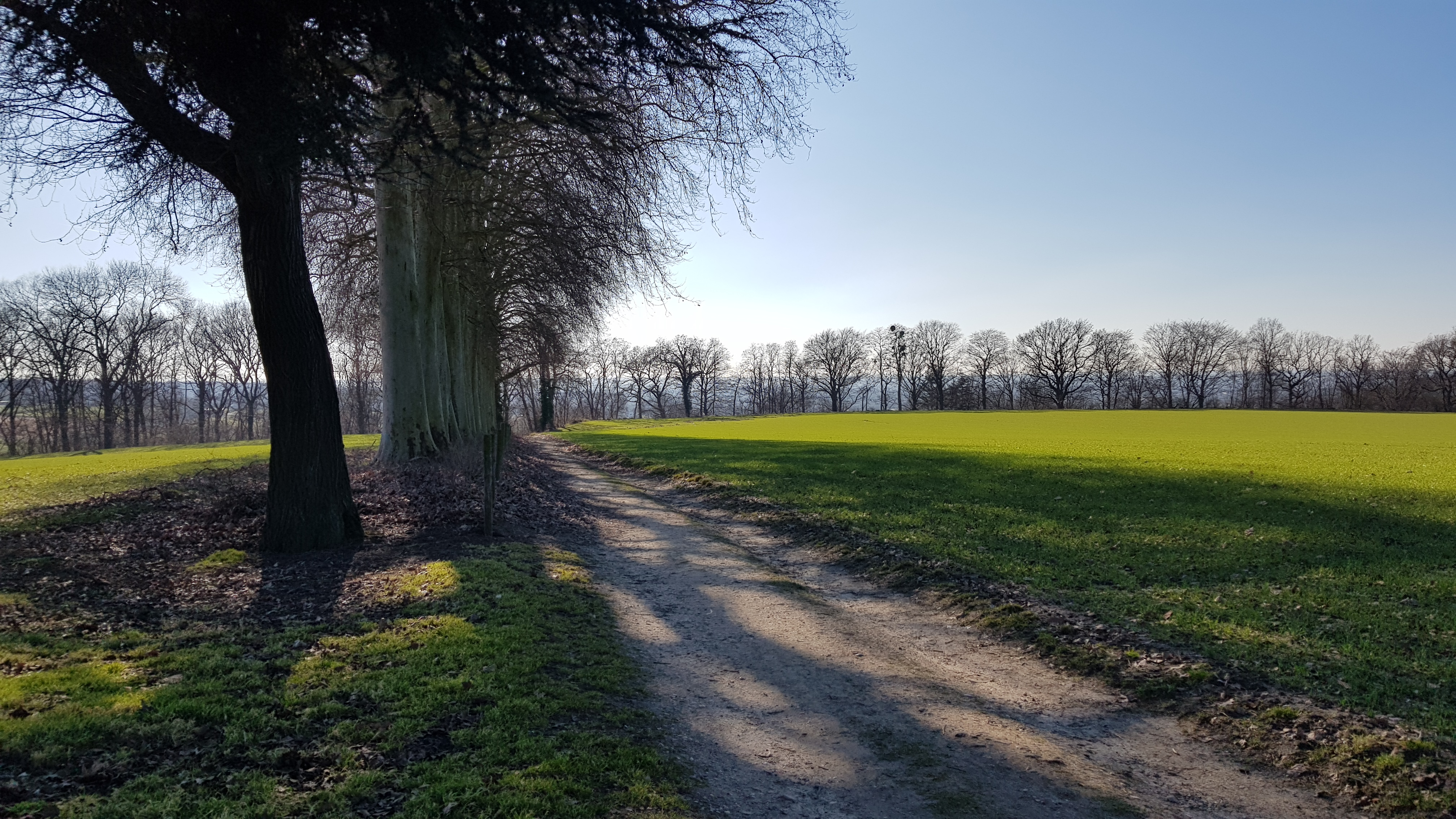
Zicht op het bos vanaf de Wijngaardsberg

Het Vliekerbos is een bos in Nederlands Zuid-Limburg in de gemeente Meerssen. Het bos ligt tussen Ulestraten en Meerssen. Ten noorden van het bos liggen Vliek, Groot en Klein Berghem en Ulestraten, ten oosten Waterval en ten zuidwesten Humcoven. Het hellingbos ligt op de westelijke en zuidelijke hellingen van de Wijngaardsberg in het zuidwesten van het Centraal Plateau en op de noordelijke helling van het Watervalderbeekdal en het Geuldal.
Aan de noordrand van het bos bevinden zich meerdere bronnen, waaronder de Catharinabron, die samen de beek Vliekerwaterlossing voeden. Langs de zuidrand van het bos stroomt de Watervalderbeek. Aan de westkant gaat het bos aan de voet van de helling over in het landschapspark van Kasteel Vliek. Op het plateau boven het bos bevindt zich de hoeve Wijngaardsberghof.

## Geologie
Aan de zuidrand van het bos ligt de Groeve Waterval. Deze groeve is een geologisch monument en typelocatie van waar het Zand van Waterval wordt ontsloten.
In de bodem bevinden zich onder andere de volgende lagen:
- Bruine löss (Pleistoceen) (Laagpakket van Schimmert)
- Gele löss (Pleistoceen) (Laagpakket van Schimmert)
- Hellinggrind (Pleistoceen) (Formatie van Beegden)
- Formatie van Rupel
  - Zand van Waterval
  - Laagpakket van Kleine-Spouwen
  - Laagpakket van Berg
- Formatie van Tongeren
  - Laagpakket van Goudsberg